# Erdbebenzone

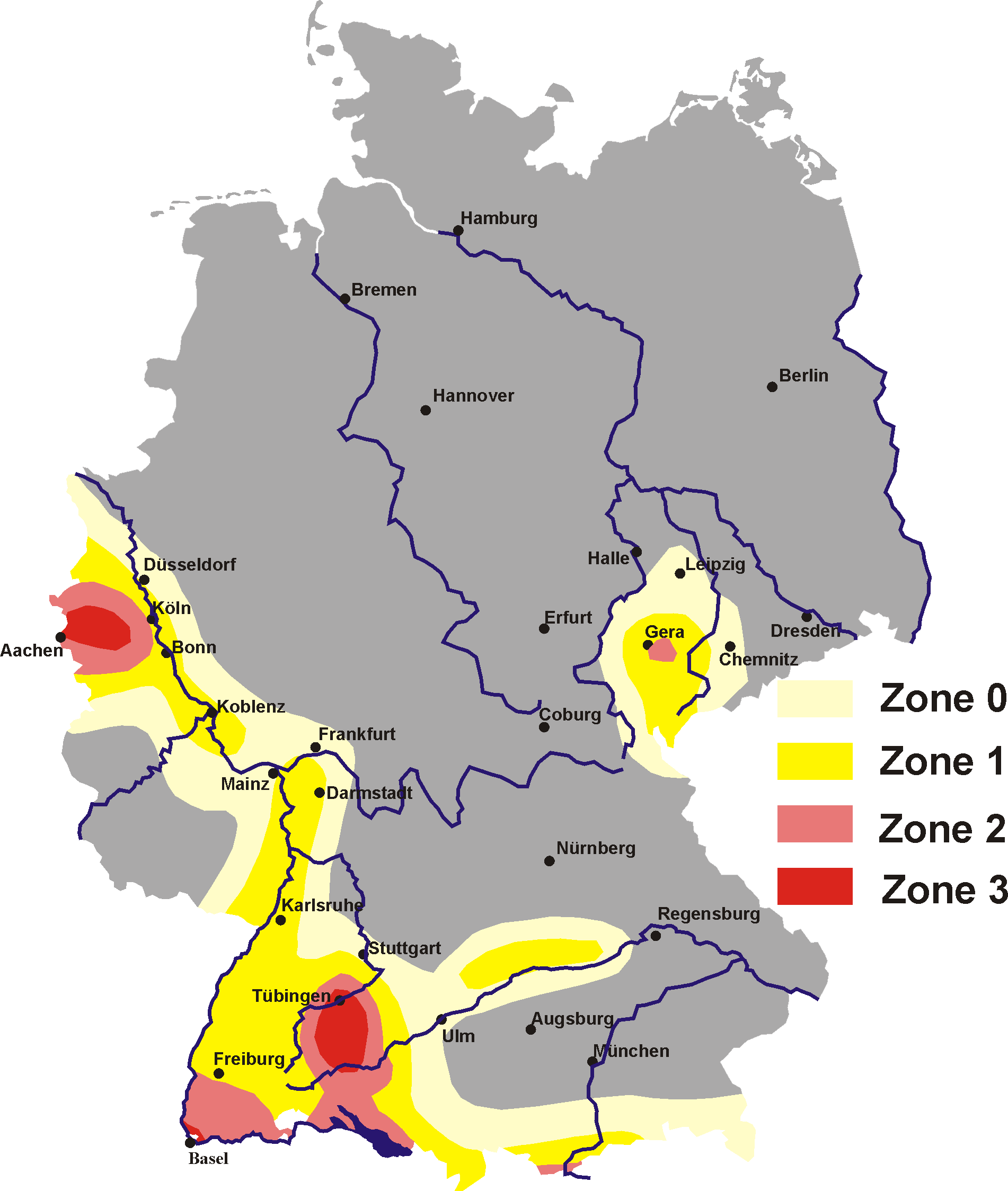
Die Erdbebenzonen nach DIN 4149

Die Erdbebenzone nach DIN 4149 (bis 12/2010) ist eine Klassifizierung von Gebieten nach ihrer Erdbebengefährdung. Die Versuche, Erdbebenzonen europaweit zu klassifizieren und die Auslegung von Hochbauten an diesen Zonen zu orientieren, haben zur Entwicklung der Europäischen Norm EN 1998-1 geführt.

## Deutschland
Momentan wird die Klassifizierung in Deutschland nach der DIN EN 1998-1/NA:2011 01 Nationaler Anhang – National festgelegte Parameter – Eurocode 8: Auslegung von Bauwerken gegen Erdbeben – Teil 1: Grundlagen, Erdbebeneinwirkungen und Regeln für Hochbau (Gilt in Verbindung mit DIN EN 1998-1 (2010-12)) durchgeführt.

### Zonen
Man unterscheidet fünf verschiedene Zonen, und zwar Gebiete außerhalb von Erdbebenzonen sowie die Erdbebenzonen 0 bis 3:
Die Zonenberechnung basiert auf der Annahme eines Erdbebens der angegebenen Intensität mit einer Wiederkehrperiode von 475 Jahren. Dies bedeutet, dass rechnerisch mit 90 Prozent Wahrscheinlichkeit ein solches Erdbeben in 50 Jahren nicht überschritten wird.
- Gebiete außerhalb von Erdbebenzonen: Gebiete mit sehr geringer seismischer Gefährdung, in denen auf der Europäischen Makroseismischen Skala die Intensität 6,0 mit der oben beschriebenen Wahrscheinlichkeit nicht überschritten wird.
- Erdbebenzone 0: Die Intensität erreicht  mit der oben beschriebenen Wahrscheinlichkeit einen Wert zwischen 6,0 und 6,5
- Erdbebenzone 1: Die Intensität erreicht  mit der oben beschriebenen Wahrscheinlichkeit einen Wert zwischen 6,5 und 7,0
- Erdbebenzone 2: Die Intensität erreicht  mit der oben beschriebenen Wahrscheinlichkeit einen Wert zwischen 7,0 und 7,5
- Erdbebenzone 3: Die Intensität erreicht  mit der oben beschriebenen Wahrscheinlichkeit einen Wert von mehr als 7,5

Den Erdbebenzonen entsprechend sind Werte für die angenommenen Querbeschleunigungen zugeordnet.

### Untergrundklassen, Baugrundklassen
Für das Errichten von Gebäuden sind weiter maßgeblich:
- Untergrundklassen (R: felsartig, S: tief-sedimentär, T: Übergangsgebiete)
- Baugrundklassen (A: unverwitterter Fels, B: mäßig verwittert, C: Lockergestein)[2]

## Italien
Der italienische Zivilschutz (it.: protezione civile) unterscheidet vier Gefahrenzonen:
- Zone 1 – größte Erdbebengefahr mit der Möglichkeit stärkster Beben und einer maximalen Bodenbeschleunigung von 0,35 g (das entspricht einer Stärke von 6 bis 7 auf der Richterskala; z. B. liegt der von einem Beben 2016 schwer betroffene Ort Amatrice in dieser Zone)
- Zone 2 – sehr gefährlich, stärkste Beben möglich
- Zone 3 – starke Beben möglich
- Zone 4 – starke Beben möglich, aber selten

## USA
Die UBC-Norm von 1997 unterscheidet vier Gefahrenzonen (und eine Zone Null). Die gefährlichste Zone 4 ist durch eine Bodenbeschleunigung von 0,4 g (ca. 5 ft/s²) gekennzeichnet.